# William Jackson Hooker
William Jackson Hooker (Norwich, 6 de Julho de 1785 — Londres, 12 de Agosto de 1865), sócio da Royal Society de Londres, foi um botânico e sistemata, especialista em micologia e em criptogâmicas, que se celebrizou como director dos Royal Gardens de Kew, instituição que dirigiu na fase decisiva do seu desenvolvimento inicial, de 1841 até ao seu falecimento em 1865. A ele se deve o alargamento do Jardim, a sua abertura ao público e a construção da famosa Palm House, durante muitas décadas a maior estufa do Mundo. Foi professor de botânica da Universidade de Glasgow (1820 a 1841), e supervisor do Jardim Botânico daquela cidade. Editou diversas publicações científicas, entre as quais o mensário Botanical Magazine (1826 a 1865), o qual ilustrou entre 1826 e 1834, ano em que Walter Hood Fitch (1817-1892) gradualmente assumiu essa responsabilidade. Apesar de não ter formação académica em botânica, foi um dos principais naturalistas do seu tempo, tendo publicado mais de duas dezenas de obras de grande fôlego e valia científica, as quais trouxeram significativos avanços no conhecimento dos fetos, algas, líquens e fungos, bem como das plantas superiores.

## Biografia
William Jackson Hooker era filho de Joseph Hooker, de Exeter, ligado ao comércio e um dotado estudioso da literatura da Alemanha e horticultor apaixonado pela cultura de plantas raras e exóticas. O pai era descendente do conhecido teólogo e escritor quinhentista Richard Hooker.
William Hooker foi educado em Norwich, tendo frequentado Starston Hall, onde aprendeu gestão de propriedades. Herdou do seu padrinho, William Jackson, uma considerável fortuna, o que lhe permitiu independência económica suficiente para viajar frequentemente e iniciar, aparentemente como distracção, mas certamente inspirado pela paixão do pai pela horticultura, o estudo da História Natural, especialmente ornitologia e entomologia. 
Quando em 1805 descobriu de forma fortuita uma nova espécie de musgo, a Buxbaumia aphylla,  descoberta subsequentemente confirmada pelo botânico, e seu futuro sogro, Dawson Turner, lançou a sua carreira como botânico. No processo de publicação da sua descoberta, travou conhecimento com sir James Edward Smith, fundador da prestigiosa Linnean Society de Londres, que lhe recomendou que centrasse a sua atenção no estudo da botânica, conselho que seguiu. 
No ano seguinte, com apenas 21 anos de idade, foi eleito membro da Linnaean Society, passando a frequentar os círculos intelectuais interessados na sistemática, travando conhecimento com os principais cientistas da época. Sendo uma pessoa dotada de grande sociabilidade, que cultivaria importantes e duradouras amizades e manteria correspondência com múltiplas personalidades, algumas durante toda a vida, rapidamente se inseriu no meio e estabeleceu colaboração com alguns dos principais naturalistas do tempo, com destaque para sir Joseph Banks.
Foi por sugestão de sir Joseph Banks, que apoiou financeiramente a viagem, que no Verão de 1809 fez a sua primeira expedição botânica, escolhendo como destino a Islândia. Infelizmente, os especímenes que tinha colectado, bem como as notas e os esboços que tinha feito, perderam-se na viagem de regresso a casa, ao se incendiar o barco, naufrágio do qual o jovem botânico escapou por pouco, salvando apenas parte do seu diário e um vestido de casamento islandês que tinha adquirido. 
Apesar disso, graças ao encorajamento que recebeu de Dawson Turner, à sua boa memória e à oferta por Joseph Banks das notas inéditas da expedição que ele próprio levara a cabo em 1782, escreveu uma boa recompilação das suas vivências com os habitantes da ilha e da sua flora, com o título Journal of a Tour in Iceland in the Summer of 1809, obra aparecida em 1811 em circulação inicialmente restrita, mas reimpressa em 1813 e obtendo então larga circulação.
Logo após o seu regresso da Islândia foi convidado por Joseph Banks a partir para a ilha de Java, como colector para os Reais Jardins Botânicos de Kew, mas recusou a oferta. Apesar da recusa, o seu relacionamento com Banks manteve-se cordial, o mesmo acontecendo em relação a Dawson Turner, com o qual estabeleceu relações de amizade que seriam depois cimentadas através do casamento com uma das suas filhas.
Em 1810 e 1811 Hooker fez uma preparação extensiva e grandes sacrifícios financeiros com vista a acompanhar sir Robert Brownrigg ao Ceilão, mas a situação de instabilidade que se vivia naquela ilha levou ao abandono da planeada expedição. 
Entretanto, a publicação da sua obra sobre a Islândia tinha consolidado a sua reputação como naturalista e em 1812 foi eleito membro da prestigiosa Royal Society de Londres, por proposta, entre outros, de Dawson Turner e William Bligh, o famoso capitão da HMS Bounty. 
Depois de um período de intenso estudo em Inglaterra, em 1814 passou nove meses em excursões para colheita de especímenes botânicos através da França, Suíça e do norte de Itália.  Durante essa viagem conheceu os principais botânicos dos países que visitou, estabelecendo com eles correspondência e colaboração que se traduziria na troca de espécimes e de publicações.
Em 1815 casou com Maria Turner (1797-1872), a filha mais velha de Dawson Turner, banqueiro e famoso botânico de Great Yarmouth que era um dos seus principais apoiantes e mentores desde 1805. Por este casamento foi co-cunhado de Francis Palgrave. Tiveram cinco filhos, o segundo dos quais, Joseph Dalton Hooker (1817-1911), foi um famoso botânico e o continuador do trabalho paterno em Kew.
Tendo-se fixado em Halesworth, no Suffolk, onde era gestor de uma empresa produtora de cerveja, em 1816 publicou o seu primeiro trabalho científico de grande fôlego, intitulado British Jungermanniae. Por esta altura iniciou a feitura de um herbário, o qual rapidamente ganhou renome entre os botânicos ingleses e estrangeiros, particularmente porque o abria generosamente à consulta dos naturalistas que dela necessitassem. 
À obra sobre as Jungermanniales seguiu-se a sua colaboração numa nova edição da Flora Londinensis, de William Curtis, e uma revisão geral das espécies criptogâmicas para incluir na obra Plantae cryptogamicae de Alexander von Humboldt e Aimé Bonpland. Depois trabalhou na preparação da Muscologia, uma recompilação completa dos musgos conhecidos na Grã-Bretanha e Irlanda, preparada em colaboração com Thomas Taylor (1818), a que se seguiu a publicação da sua obra Musci exotici (2 volumes, 1818-1820), dedicada aos musgos e outras  plantas criptogâmicas exóticas na Grã-Bretanha.
Estas publicações, a que ao longo dos 50 anos seguintes se seguiriam cerca de 20 obras de grande extensão e múltiplos artigos, fizeram de William Hooker, apesar de não ter qualquer formação académica no campo da botânica, um dos principais botânicos da época e a autoridade indisputada em matéria de criptogâmicas. O seu trabalho trouxe grandes avanços no conhecimento da biologia e sistemática dos fetos, das algas, líquenes e fungos.
Por influência de Joseph Banks, em 1820 foi nomeado para a cátedra de Professor Regius de Botânica da Universidade de Glasgow, na qual se popularizou como professor, devido ao seu estilo rápido e claro. 
No ano seguinte publicou a sua Flora Scotica, na qual conciliou o método natural de classificação das plantas britânicas foi coordenado com o artificial. Neste período trabalhou, em colaboração com o botânico e litógrafo Thomas Hopkirk, na fundação da Royal Botanic Institution of Glasgow e no lançamento da construção do Jardim Botânico de Glasgow (Glasgow Botanic Gardens).
Durante os 21 anos que permaneceria como professor na Universidade de Glasgow, conseguiu revitalizar o departamento de Botânica daquela instituição e o jardim botânico da cidade, estabelecendo-os como um dos pólos de excelência a nível mundial no estudo das plantas. Para tal, tirou partido da posição que Glasgow então ocupava como um dos principais centros mundiais de comércio com as regiões tropicais, correspondendo-se com ex-alunos em todo o Império Britânico, os quais lhe enviavam espécimes. 
Manteve o seu gosto pelo trabalho de campo, organizando excursões nas quais acompanhava os seus alunos em trabalhos de exploração florística e recolha de exemplares.
Quando o seu filho Joseph tinha 6 anos de idade passou a acompanhá-lo nas suas lições, despertando assim uma carreira que o levaria a ser também um dos grandes botânicos do seu tempo.
Em 1836 recebeu o título honorífico de cavaleiro em reconhecimento do seu trabalho, passando a ser sir William Hooker. Por essa altura, apesar de ser um professor muito querido dos seus alunos e de gostar da actividade docente, William Hooker resolveu abandoner o ensino por considerar que o que ganhava não lhe permitia suportar a sua família crescente. Assim, em 18141,  na sequência da demissão de William Aiton, conseguiu ser  nomeado director do Real Jardim Botânico de Kew.
Sob a sua direcção os jardins aumentaram de superfície, passando 40 000 a 304 000 m², com um arboreto de 840 000 m². Também durante o seu mandato foram construídas novas estufas de vidro, entre as quais a famosa Palm House. 
Em 1847 fundou em Kew um museu de botânica económica, tendo como tema a utilização das plantas pela humanidade, matéria em cujo estudo William Hooker foi pioneiro.
O trabalho de Hooker na reorganização e alargamento do Jardim Botânico de Kew fizeram daquela instituição o principal centro mundial de investigação botânica, posição que ainda goza.
Foi principalmente devido aos esforços de Hooker que o governo britânico começou a incluir botânicos nas expedições de reconhecimento que partiam para territórios remotos. Simultaneamente com a publicação de obras sobre botânica, foi enriquecendo o seu herbário graças a espécimes que lhe eram enviados de todas partes do globo, tornando-se num dos botânicos mais reputados do seu tempo.
Trabalhava na preparação da Synopsis filicum, com John Gilbert Baker, quando sofreu um ataque de uma doença de garganta da qual havia um surto epidémico em Kew, o que lhe causou a morte. Legou o seu herbário a Kew.
Teve como sucessor no cargo de director do Real Jardim Botânico de Kew o seu filho, o bem conhecido botânico Joseph Dalton Hooker (1817-1911), iniciando uma dinastia que se prolongaria através do genro deste, sir William Turner Thiselton Dyer, que o substituiria

## Obras publicadas
- Account of Sabine's Arctic Plants (1824)
- Catalogue of Plants in the Glasgow Botanic Garden (1825)
- Botany of Parry's Third Voyage (1826)
- British Flora, em colaboração com George Arnott Walker Arnott (1830)
- Characters of Genera from the British Flora (1830)
- Icones Filicum, em colaboração com Robert Kaye Greville (2 volumes, 1829-1831)
- British Flora Cryptogamia (1833)
- Companion to the Botanical Magazine (2 volumes, 1835-1836)
- Flora boreali-americana, descrição das plantas recolhidas na viagem de exploração de John Franklin (2 volumes, 1829-1840)
- Botany of Beechey's Voyage to the Pacific and Behring's Straits, em colaboração com George Arnott Walker Arnott (1841)
- The Journal of Botany (4 volumes, 1830-1842)
- Genera Fiticum (1842)
- Notes on the Botany of the Antarctic Voyage of the Erebus and Terror (1843)
- A Century of Orchideae (1846)
- The London Journal of Botany (7 volumes, 1842-1848)
- Niger Flora (1849)
- Victoria Regia (1851)
- Icones plantarum (10 volumes, 1837-1854)
- A Century of Ferns (1854)
- Museums of Economic Botany at Kew (1855)
- Journal of Botany and Kew Garden Miscellany (9 volumes, 1849-1857)
- Filices exoticae (1857-1859)
- A Second Century of Ferns (1860-1861)
- The British Ferns (1861-1862)
- Species filicum (5 volumes, 1846-1864)
- The Botanical Magazine (38 volumes, 1827-1865)